# Гринберг, Георгий Абрамович
Георгий Абрамович Гринберг (3 (16) июня 1900, Санкт-Петербург — 8 августа 1991, Ленинград) — российский физик, профессор (1930), член-корреспондент АН СССР (1946). Лауреат Сталинской премии второй степени (1949).

## Биография
В 1923 году окончил Петроградский политехнический институт, затем заведующий кафедрой Политехнического института, с 1941 года в Ленинградском физико-техническом институте им. А. Иоффе АН СССР. С 1946 года — заведующий отделом в ЛФТИ. Автор научных трудов по электронике, распространению электромагнитных волн, математической физике.
Скончался 8 августа 1991 года. Похоронен в Комарово (Комаровский некрополь).

## Награды и премии
- Сталинская премия второй степени (1949); за монографию «Избранные вопросы математической теории электрических и магнитных явлений» (1948)
- Орден Ленина, три ордена Трудового Красного Знамени, Орден Дружбы народов (16.06.1980)[2].

## Список публикаций
- Основы общей теории фокусирующего действия электростатических и магнитных полей. 
  - I. Цилиндрические поля. Доклады Академии Наук СССР, Том XXXVII, № 5-6, стр. 197—204 (1942).
  - II. Пространственные электростатические поля. Доклады Академии Наук СССР, Том XXXVII, № 9, стр. 295—303 (1942).